# Att leva (film, 1952)
Att leva (japansk originaltitel: Ikiru, 生きる) är en film av Akira Kurosawa från 1952. Filmen handlar om Kanji Watanabe (spelad av Takashi Shimura) som är en tjänsteman som sitter i stadens stadshus tillsammans med andra tjänstemän utan att egentligen göra något annat än att bolla runt ärenden mellan olika avdelningar. Watanabe har under sina nästan 30 år på samma arbetsplats aldrig varit sjuk, men när han får reda på att han har magsäckscancer förändras hans liv. Filmen bygger löst på Lev Tolstojs kortroman Ivan Iljitjs död.
Ett sångtema som återkommer några tillfällen under filmens gång är en sorgsen melodi, som Watanabe framför och var populär runt 1915- 1920 med titeln Gondola no uta, Gondoljärens sång.
I en scen som utspelas på ett nöjesfält förekommer också delar av den svenska melodin "Livet i Finnskogarna".